# くちづけのネックレス
「くちづけのネックレス」は、1986年3月31日に発売されたチューリップの通算30枚目のシングル。

## 解説
新たに丹野義昭と、前年から既にサポートメンバーとして参加していた松本淳の二人が加入後、初のシングルである。
またサポートメンバーとして、前年のツアー（Live act TULIP I Like Party コンサートはチューリップ）に帯同していた鈴川真樹、松本光雄、菊地圭介の3人がレコーディングに参加している。
この年の「愛のサン・ジョルディ」キャンペーンのイメージソングとして発表されており、温かいラブソングをイメージしながら制作された。
また、スペイン由来のキャンペーンということもあり、サクラダ・ファミリアの前からの衛星中継で「夜のヒットスタジオ」に生出演した（鈴川真樹を含めた5人で出演）。

## 収録曲
編曲：チューリップ
1. くちづけのネックレス
  - 作詞・作曲：財津和夫
2. ジンク・ホワイト
  - 作詞・作曲：宮城伸一郎
  - 宮城にとっては初のシングルカップリング収録曲である。

## クレジット
TULIP：
KAZUO ZAITSU
SHINICHIRO MIYAGI
JUN MATSUMOTO
YOSHIAKI TANNO
STAFF
PRODUCED BY　Fumie Kaneko
DIRECTED BY　Wataru Shimamura(Criket)
ENGINEERED BY　Kono Yoshiyuki , Hiroshi Saito and Katsushi Hatakeyama
CHIEF MANAGERS　Eiji Okada and Hiroshi Ichii
EQUIPMENT STAFF　Minori Fujisako
RECORDED AT　YAMAHA R&D Studio and Yz Studio
COVER DESIGN & PHOTOGRAPHY　Teruhisa Tajima
MAKE , HAIR AND STYLIST Keiko Kondo
ART COORDINATOR Keiko Hidaka

SUPPORTING MUSICIANS：
MASAKI SUZUKAWA　guitar
MITSUO MATSUMOTO　guitar
KEISUKE KIKUCHI　keyboards

COSTUME Thanks to BERGMAN